# Serra de la Llampa
La Serra de la Llampa és una serra situada als municipis d'Avinyonet del Penedès a la comarca de l'Alt Penedès i d'Olivella a la del Garraf, amb una elevació màxima de 323 metres.